# Géranium des Pyrénées
Geranium pyrenaicum
Espèce
Classification phylogénétique
Statut de conservation UICN

 LC  : Préoccupation mineure
Le Géranium des Pyrénées (Geranium pyrenaicum) est une plante herbacée vivace de la famille des Géraniacées.

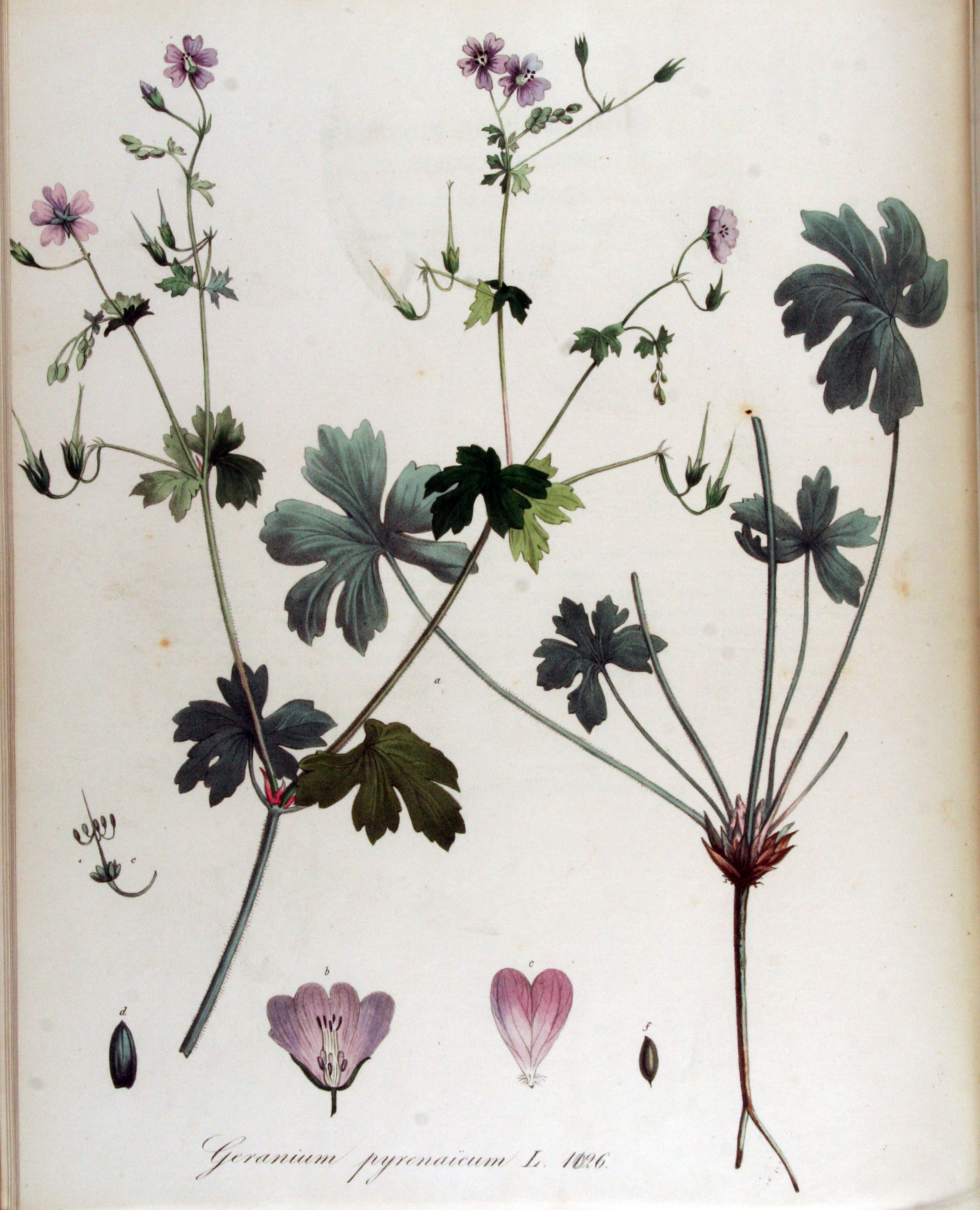
Geranium pyrenaicum.

## Histoire
L'espèce fut décrite sous ce nom par un botaniste hollandais, Nicolaas Laurens Burman (1734-1793) en 1759 dans Specimen Botanicum de Geraniis. Burman recevait des plantes d'un peu partout dans le monde. Il cite Tournefort qui mentionnait en 1719, dans Institutiones rei herbariae, un Geranium Pyrenaicum, avant la nomenclature binomiale de Linné. Mais ce dernier, ne mentionna pas de Geranium pyrenaicum, dans Species plantarum de 1753.

## Description
Le Géranium des Pyrénées est une plante vivace, mollement pubescente, à souche grêle, mesurant de 30 à 60 cm de haut.
La tige est couverte de poils courts et réguliers.
Les feuilles sont orbiculaires, palmatifides, et présentent 5 à 7 lobes, élargis, en coin, incises-crénelées au sommet. Les feuilles inférieures sont disposées en rosette et sont longuement pétiolées. En montant le long d'une tige, les feuilles ont des pétioles de plus en plus courts ; elles sont généralement opposées.
Les fleurs de couleur violet pourpré à violet bleuâtre mesurent de 1,2 à 2 cm de diamètre. Elles sont formées de 5 sépales, étalés, à pointe courte, sans arête, velus-glanduleux, de 5 pétales nervurés de traits plus sombres, à onglet très court. Les pétales sont échancrés en cœur et 2 à 3 fois plus long que le calice. Les 5 carpelles sont lisses et velus. Les fleurs sont disposées par deux sur chaque pédoncule qui est plus long que la feuille.
Floraison de mai à octobre.
Confusion possible avec d'autres géraniums tels que le Géranium des bois (Geranium sylvaticum), le Géranium noueux (Geranium nodosum) ou le Geranium molle.

## Habitat et répartition
Prés, chemins, champs ou bois clairs, dans presque toute la France, de 300 à 2 000 m.
Son aire de répartition couvre l'Europe de l'Ouest et du Sud (Irlande, Angleterre, Espagne, Portugal, Italie, Grèce, Roumanie, Bulgarie, Albanie, Autriche, Hongrie, Tchéquie, Suisse), puis à son sud-est Arménie, Azerbaïdjan, Géorgie, Ukraine, Russie, et l'Afrique du Nord (Maroc, Algérie, Tunisie).

## Statuts de protection, menaces
L'espèce n'est pas encore évaluée à l'échelle mondiale et européenne par l'UICN. En France elle est classée comme non préoccupante .

## Photos

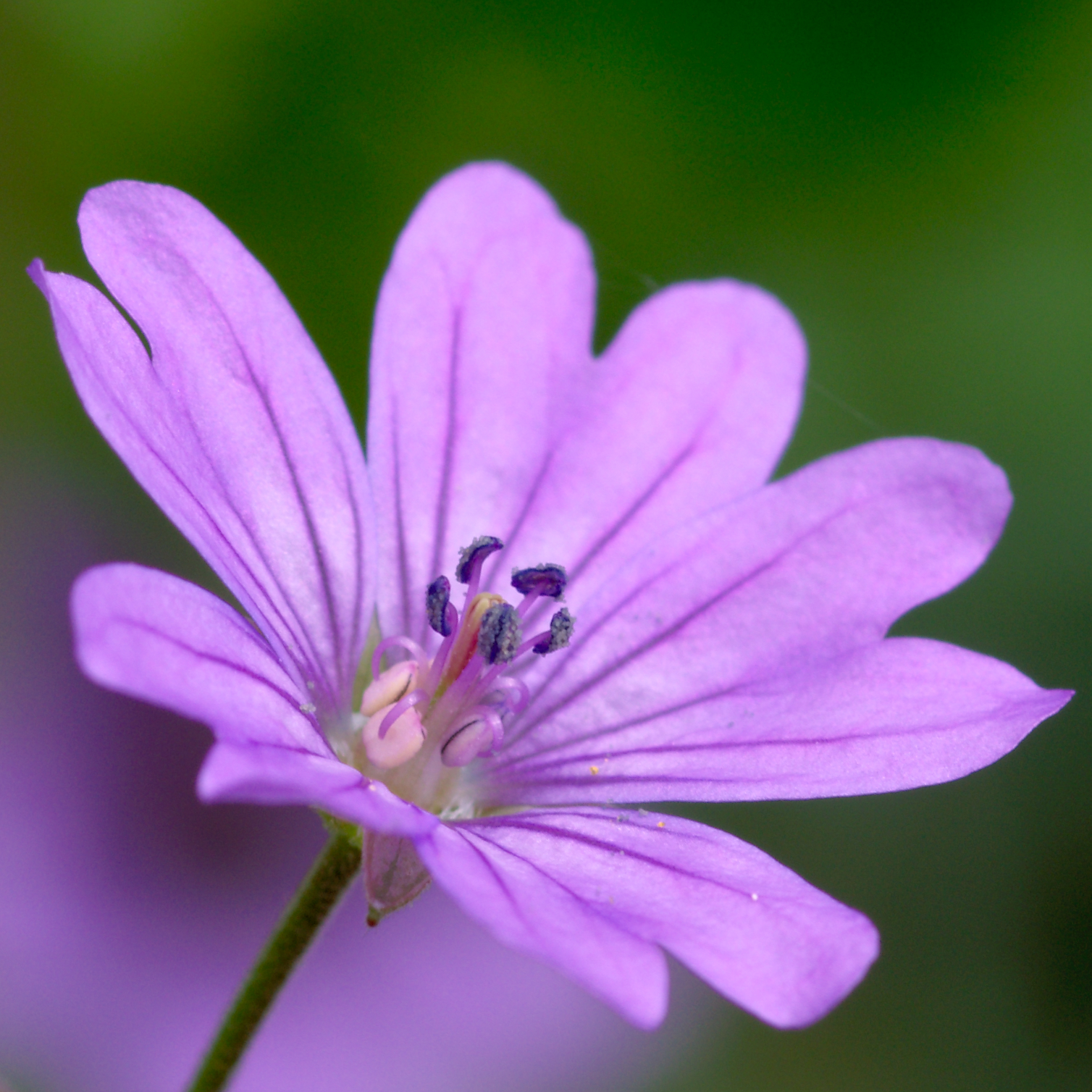
Fleur.
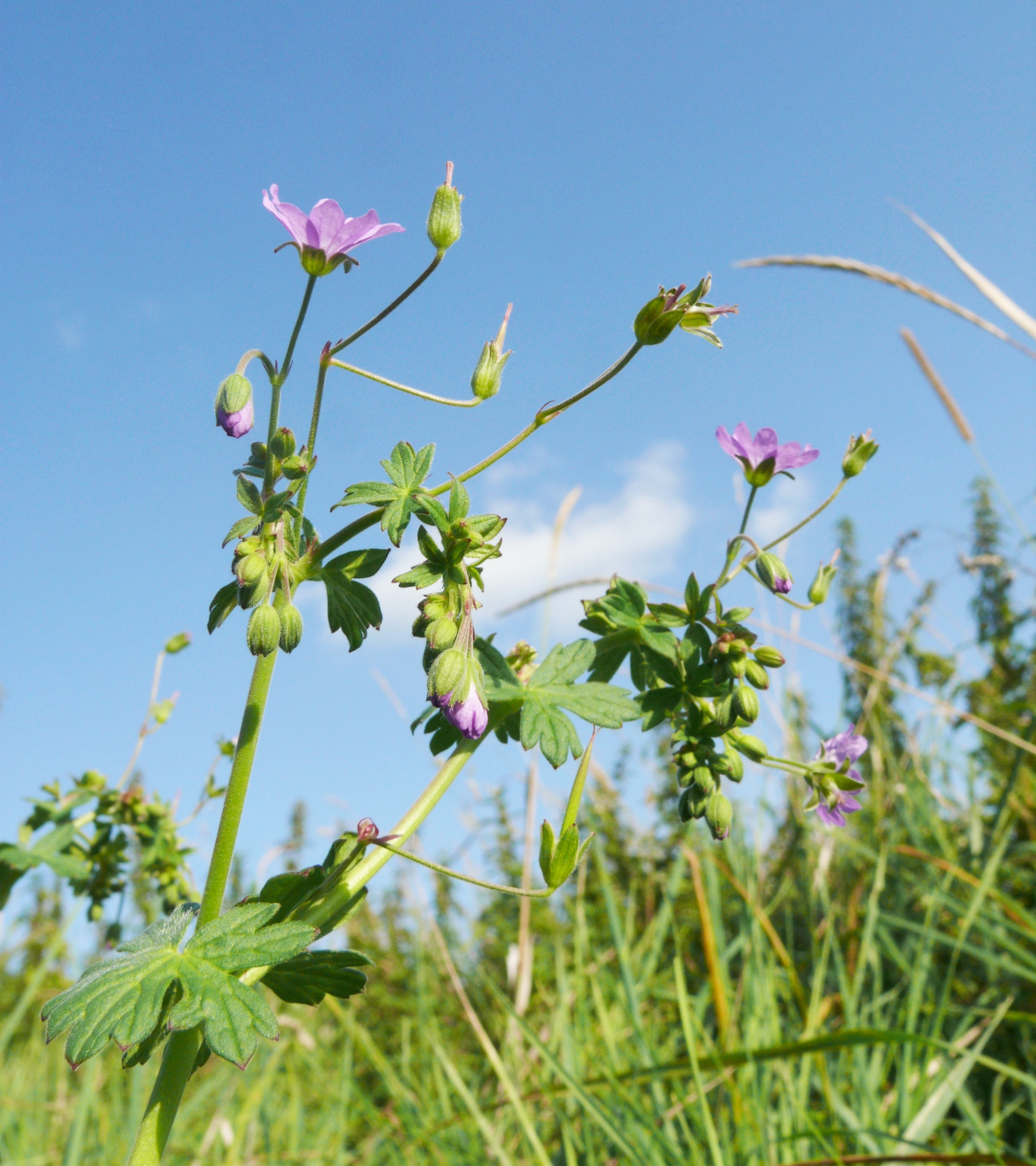
Inflorescence.
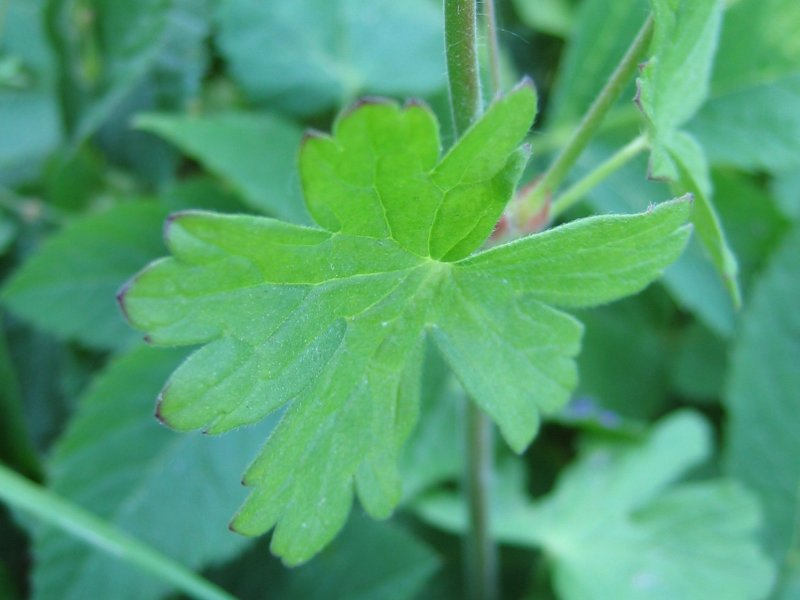
Feuille.
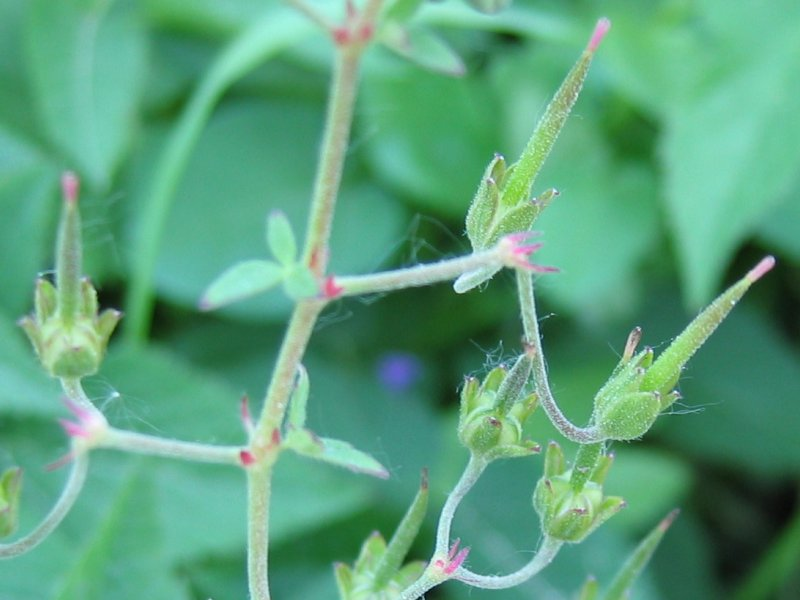
Fruits.
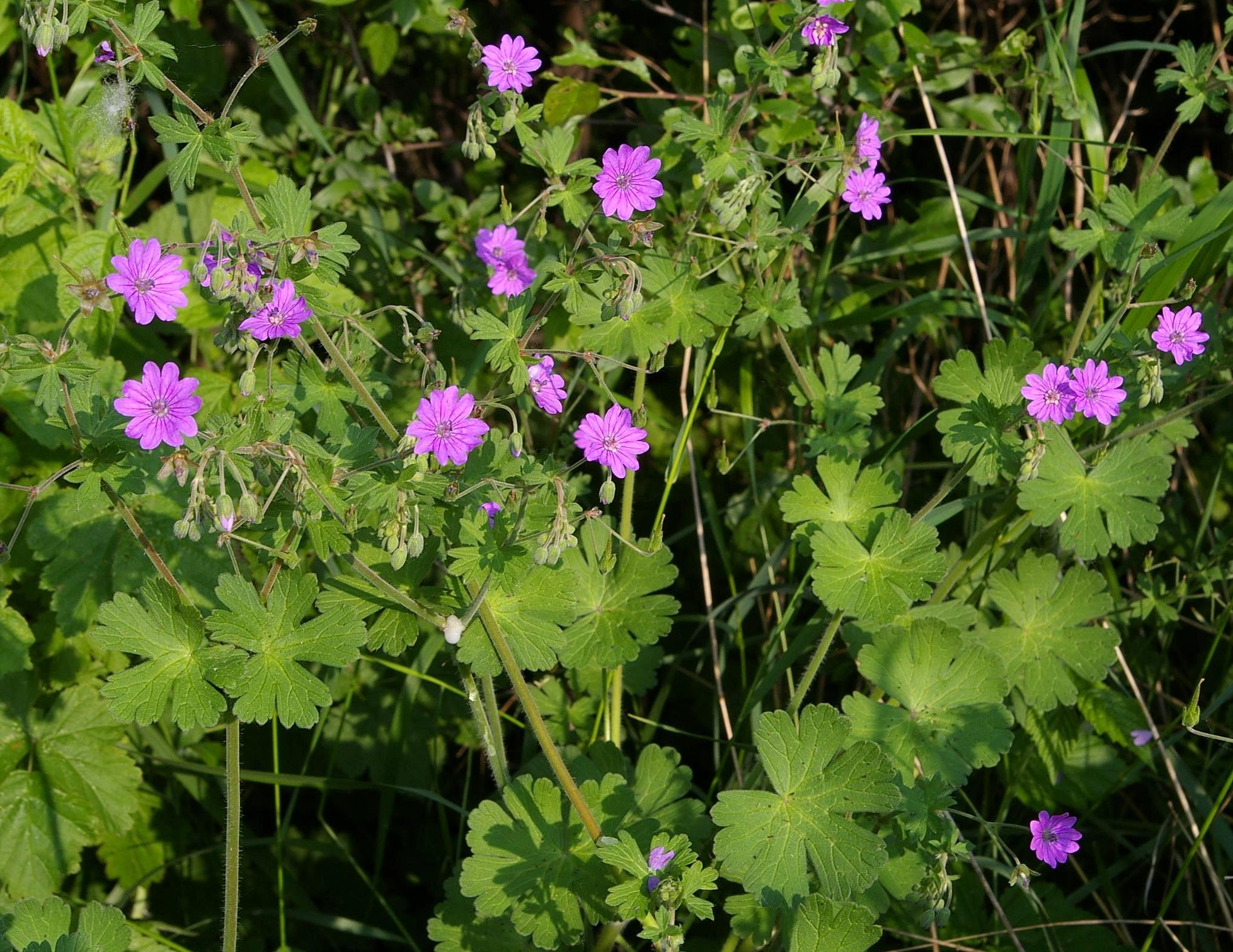
Touffe.